# Марш-маневар
Марш-маневар (рус. марш-маневр) је врста војног марша којим се веће јединице доводе из позадине на бојиште, гдје заузимају борбени распоред. Изводи се по плану и с циљем постизања надмоћности на неком одсјеку фронта.
Термин се јавља у руског писца Александра Лера 70-их година 19. вијека. Он је препоручивао да на већој даљини од противника јединице маршују широким фронтом, а приближавајући се сужују фронт све више, постижући надмоћ у броју.
Марш-маневар је усвојен у српској и руској војној литератури крајем 19. и почетком 20. вијека. Послије Другог свјетског рата се губи, и користе се обични називи марш, маневар, покрет и слично, као у другим војскама.